# سلوی الدغیلی
سلوی الدغیلی (عربی: سلوى فوزي الدغيلي) یکی از استادان قانون لیبی و عضو شورای ملی انتقالی لیبی است که نماینده زن و مسئول پرونده امور حقوقی است. یکی از مسئولیت‌های وی هدایت هیئت اجرایی خاص است. او مدرک پی اچ دی را در رشته حقوق اساسی کسب نمود و در آکادمی پژوهش‌های عالی در بنغازی تدریس می‌کرد.
او یکی از سه زن در شورای ملی انتقالی است (NTC)، و تنها کسی است که در وهله اول به‌طور علنی نامگذاری شده‌است.
وی بارها از احتمال وجود ستون پنجم وفادار به قذافی در صفوف ارتش آزادیبخش ملی قبل از نبردهای طرابلس هشدار داد. مسئولیت دیگر وی بررسی جنایات مزدوران مورد استفاده قذافی در دوران انقلاب ۱۷ فوریه و جمع‌آوری شواهد از جنایات جنگی و تسلیم آنها به دادگاه جنایی بین‌المللی است. نقش اصلی وی کمک به تشکیل حکومت مؤثر و تدوین قوانینی است که در طول دوره گذار به اجرا در می‌آید و نیز آماده شدن برای انتخابات است. او اظهار داشت که وظیفه تدوین قانون اساسی کشور مسئولیت شورای انتخابی است نه رئیس هیئت اجرایی که او آنرا هدایت می‌کند.